# Zemgor
Spolek Zemgor (oficiálně Sjednocení ruských činitelů městských a venkovských samospráv v Československé republice se sídlem v Praze) byl spolek založený v Praze roku 1921 především bývalými představiteli ruské Strany socialistů-revolucionářů tzv. eserů.
Organizace byla založená v roce 1915. Po roce 1919 byla v Rusku rozpuštěna a řada jejích bývalých funkcionářů emigrovala. Rozhodli se znovu založit organizaci se stejným názvem Zemgor. V roce 1921 byla oficiálně zaregistrována v Paříži jako organizace pomáhající ruským emigrantům. Prvním předsedou pařížské organizace byl Georgij Lvov, poté A. I. Konovalov a N. D. Avksentěv. Na začátku 20. let byl Zemgor uznán jako hlavní sociální organizace pomáhající ruským a později nejenom ruským emigrantům. 